# マーティン・デヴィッドソン
マーティン・デヴィッドソン（Martin Davidson 1939年11月7日 - ）は、アメリカ合衆国の映画監督、脚本家。ニューヨーク市ブルックリン出身。

## 主な作品
- ブルックリンの青春 1974 - 監督脚本出演
- ハイスクール 1978 - 監督脚本
- わが心のジェニファー 1978 - 脚本
- ニューヨークの恋人 1979 - 監督
- エディ&ザ・クルーザーズ 1983 - 監督脚本
- 大穴!特攻草野球/万歳スタジアム 1987 TVM - 監督
- 思い出のハートブレイク・ホテル 1989 - 監督製作総指揮
- 魔性 1992 TVM - 監督脚本
- いつも隣にいてほしい 1992 - 監督
- 奇跡の歌 1998 - 監督製作脚本